# Sommer-OL 2004
Sommer-OL 2004 blev afholdt i Athen, Grækenland.
Åbning og afslutning fandt sted på Athens Olympiske Stadion.

## Danske medaljetagere
Guld
- Mette Vestergaard Larsen, Josephine Touray, Camilla Ingemann Thomsen, Rikke Skov, Rikke Schmidt, Louise Bager Nørgaard, Karin Ørnhøj Mortensen, Henriette Rønde Mikkelsen, Lotte Kiærskou, Rikke Hørlykke Jørgensen, Trine Jensen, Katrine Fruelund, Line Daugaard, Karen Brødsgaard, Kristine Andersen, (håndbold)
- Thor Kristensen, Thomas Ebert, Stephan Mølvig og Eskild Ebbesen, guldfireren (kaproning)

Sølv
- Joachim B. Olsen, (kuglestød)[1][2]

Bronze
- Wilson Kipketer, (800 meter)
- Michael Maze og Finn Tugwell, (bordtennis, herredouble)
- Jens Eriksen og Mette Schjoldager, (badminton, mixed double)
- Dorte O. Jensen, Helle Jespersen og Christina Otzen, (Yngling)
- Signe Livbjerg, (Europajolle)